# Armistead Maupin
Armistead Maupin, född 13 maj 1944 i Washington, D.C., är en amerikansk författare. Han har skrivit Ett annat liv, Sånt är livet, Leva livet, Lilla livet, Nära vänner, Nya vägar, Michael Tolliver Lives, Mary Ann in Autumn, The Days of Anna Madrigal, Maybe the moon och The Night Listener.
De nio romanerna i Tales of the City-serien utspelas i San Francisco. De första sex böckerna var ursprungligen tänkta att utgöra en avslutad enhet, och utspelas mellan mitten av 1970-talet och slutet av 1980-talet. De skildrar, ofta genom den i första boken nyinflyttade Mary Ann Singletons ögon, hbtq-kulturen i San Francisco, stadens gradvisa gentrifiering och en växande grupp människors liv och relationer. Under aidsepidemin får romanerna också en mörkare ton.